# Ventana de ópera

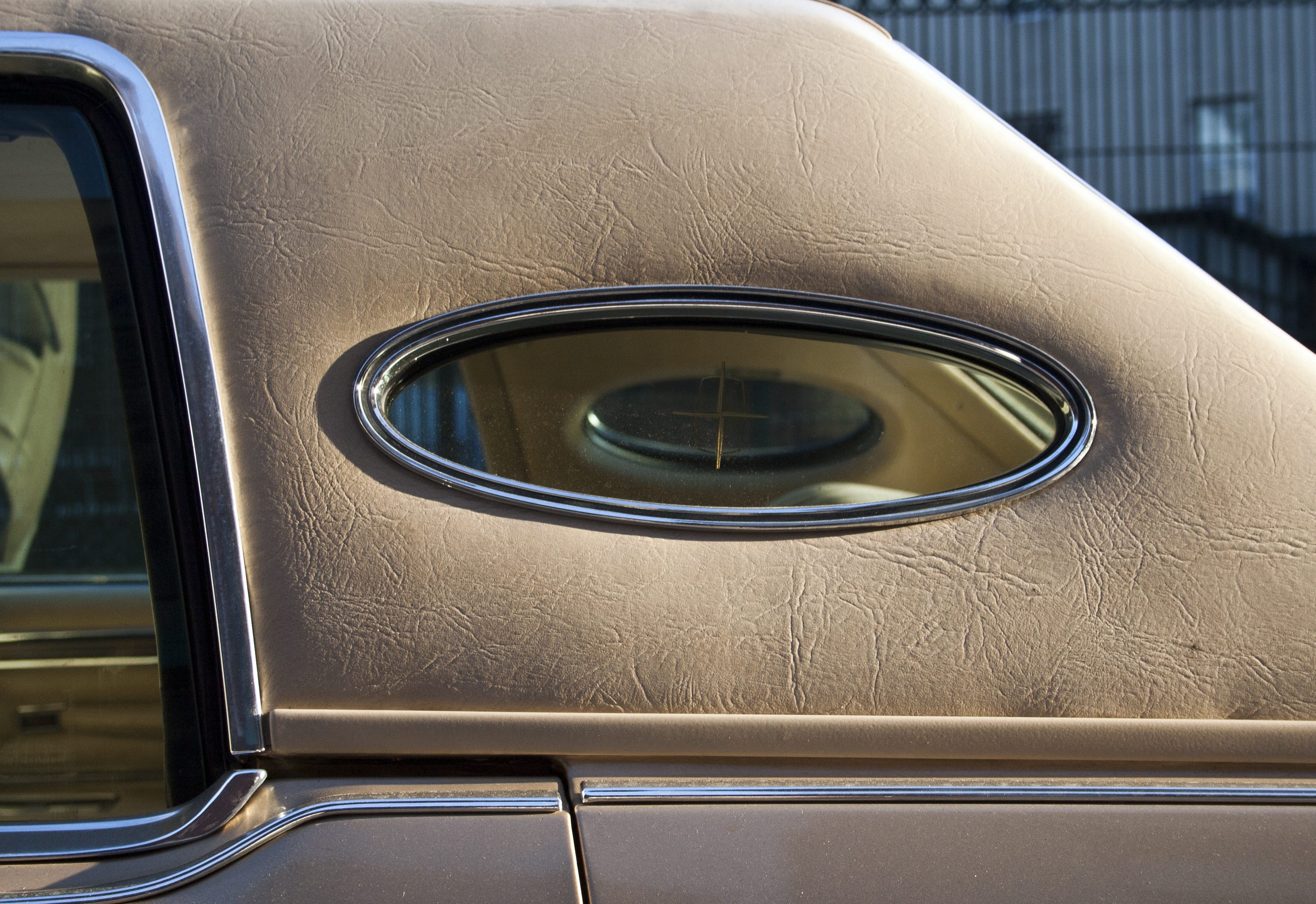
Ventana de ópera, con logotipo grabado, y techo acolchado de Landau en un Lincoln Continental Town Car

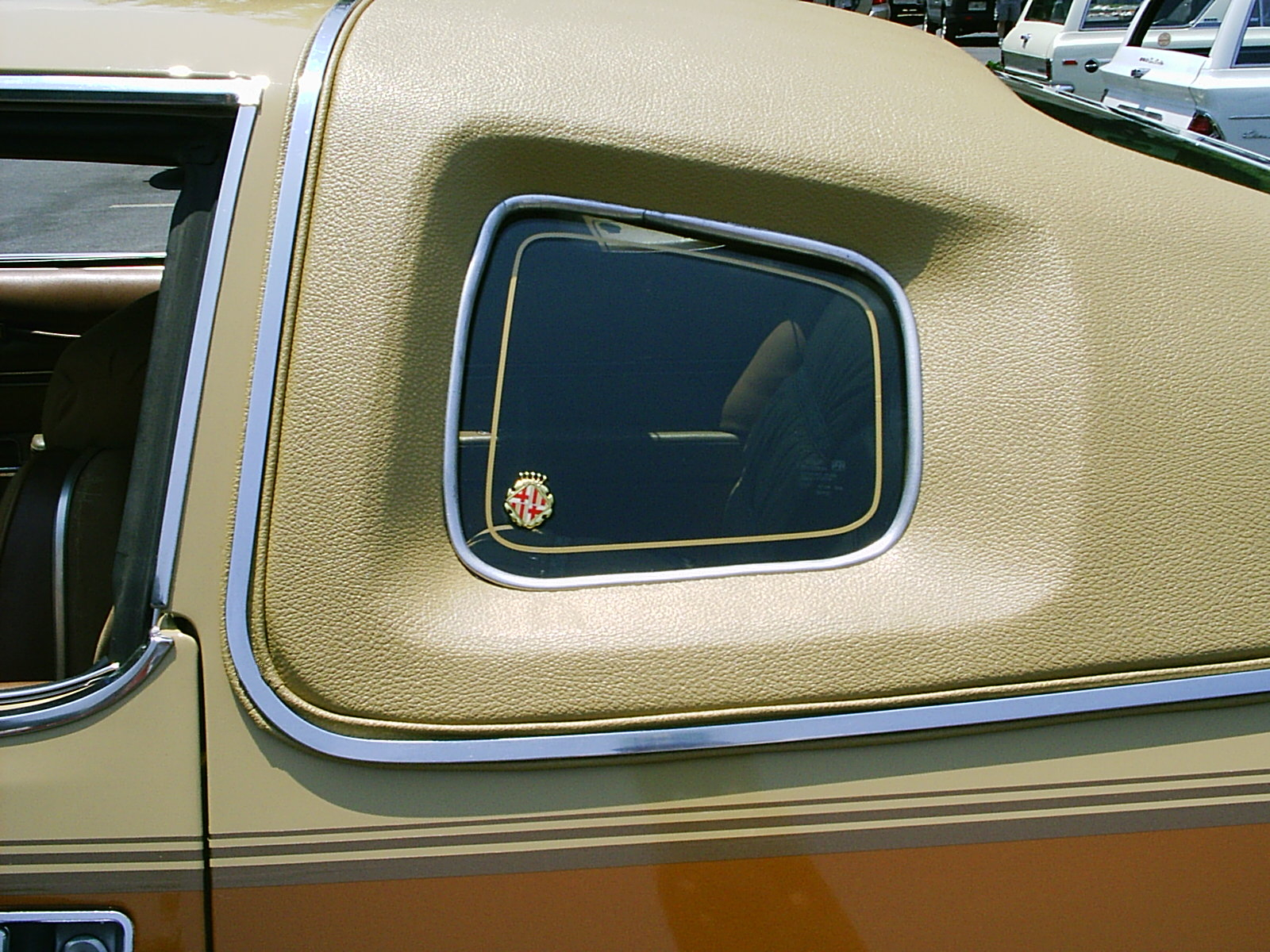
Ventana de ópera y techo acolchado de Landau en un AMC Matador Barcelona cupé

Las ventanas de ópera son pequeñas ventanas laterales del tamaño de un ojo de buey situadas en el pilar C de algunos automóviles. Normalmente se ofrecían conjuntamente con un techo de vinilo, y eran una característica muy común del diseño de los automóviles estadounidenses durante la década de 1970. Resultó ser un elemento muy popular, siendo imitado por fabricantes nacionales de todo el mundo.

## Historia

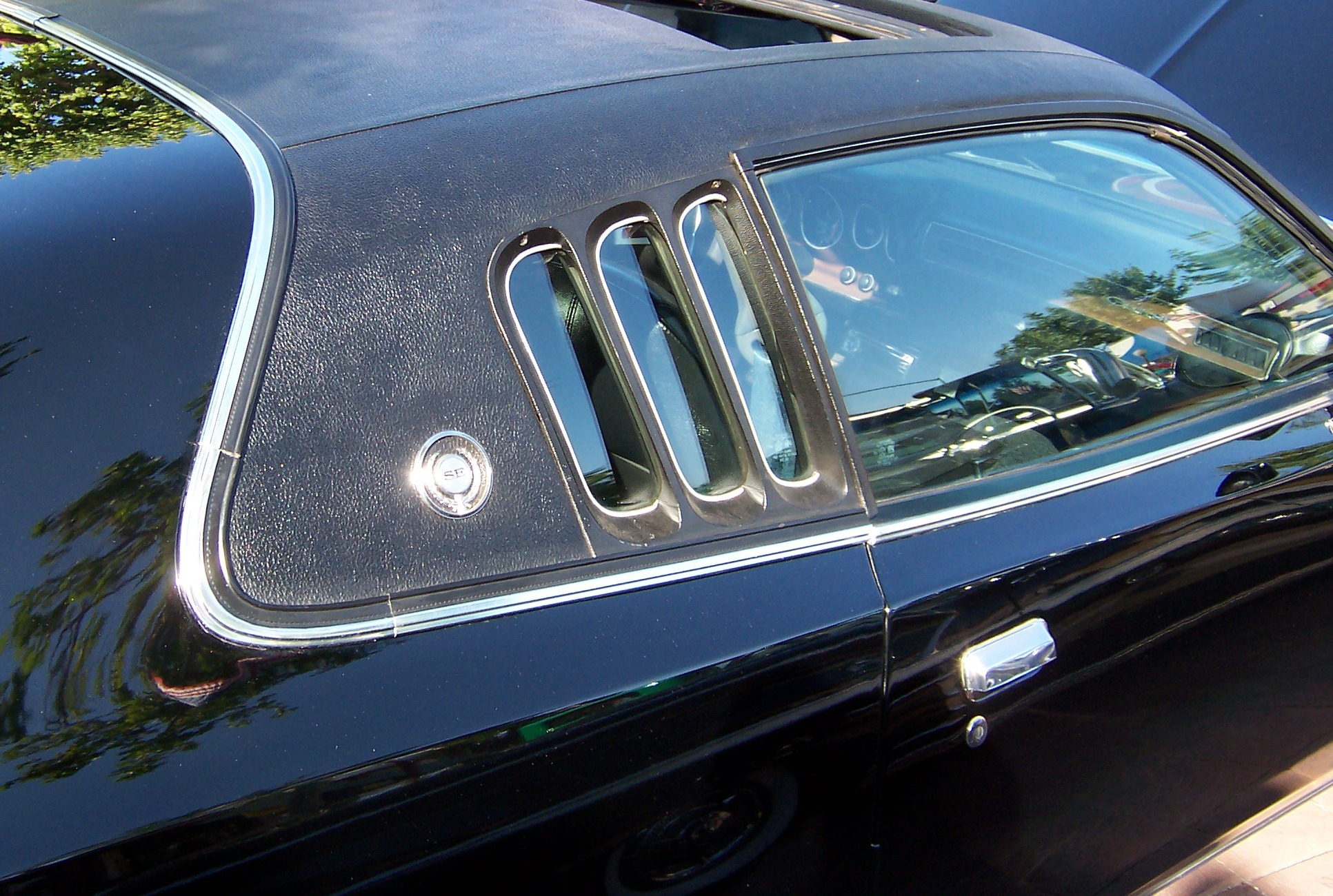
Triple ventana de ópera en 1973 Dodge Charger SE cupé

Este elemento de diseño se utilizó durante la era clásica del estilismo del automóvil. Por ejemplo, "... el Elcar en 1924 tenía buen aspecto ... e incluso un top de tela en el estilo de un brougham con ventanas ovaladas de ópera enmarcadas por barras de landau ... Las ventanas de la ópera vieron su desaparición en la década de 1930. Quizás el retorno más notable fue el "ojo de buey" en el Ford Thunderbird de 1956-57. Se proporcionó como una opción para mejorar la visibilidad del cuarto trasero con el techo rígido removible en su lugar ... Las ventanas de ópera fueron nuevamente reintroducidas en el Cadillac Eldorado de 1971 como una característica de lujo estándar.

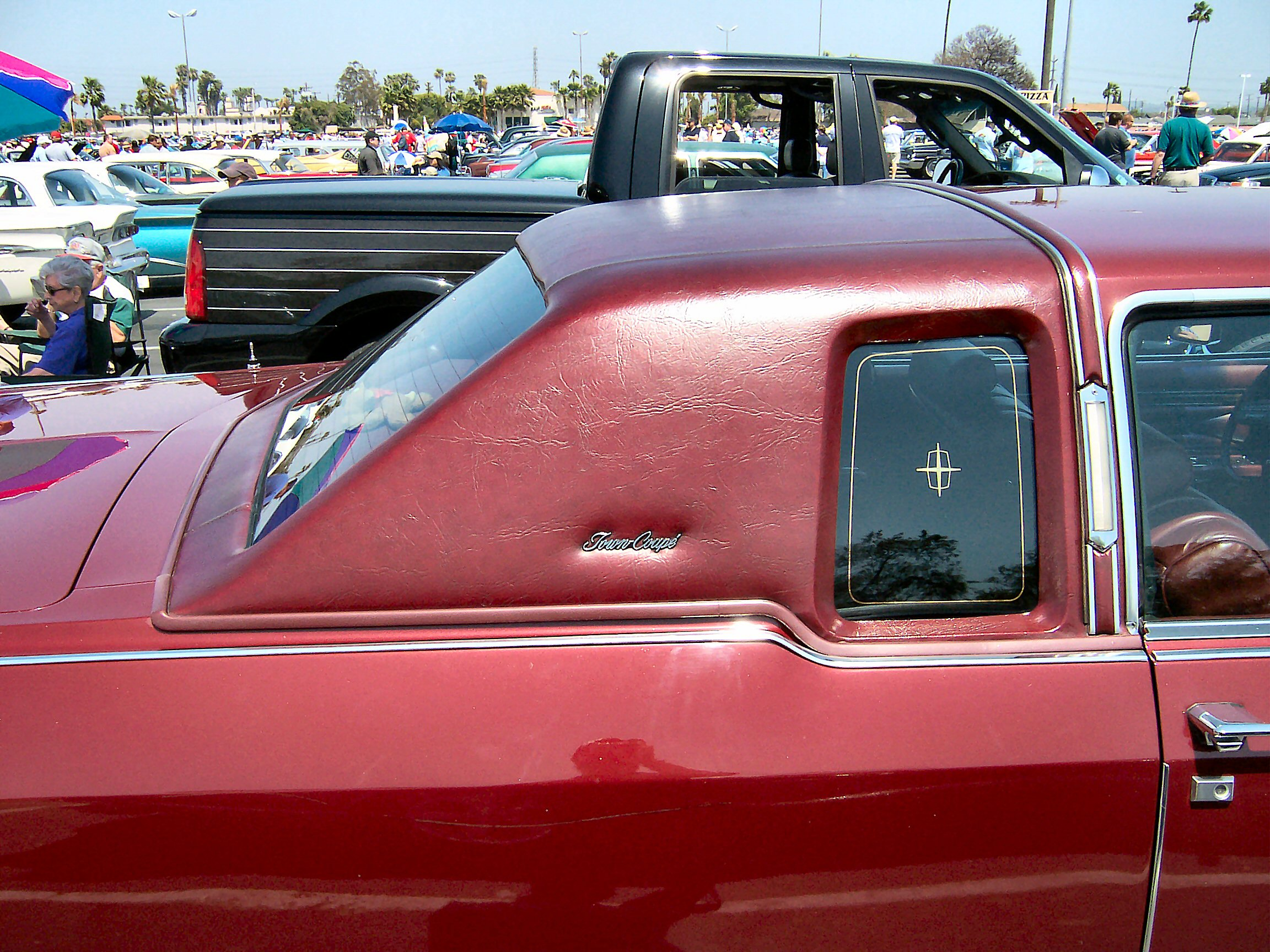
Lincoln Continental Town Cupé - vinilo "Landau"

Durante la década de 1970 se convirtieron en un elemento de diseño muy común. "... Lo más interesante fue la ventana de "ojo de buey" en el pilar lateral trasero, llamada "ventana de ópera" que se introdujo durante la época [...] del caballo y la calesa ... En la mayoría de los casos, se aplicaron en modelos de techo rígido o cupé de dos puertas y en todo tipo de vehículos, desde compactos económicos hasta marcas de lujo. También "eran elementos de distinción" en el mercado de automóviles particularizados y de tamaño personal. Prácticamente todos los coches en el mercado de los modelos de lujo personalizados ofrecieron estas ventanas como parte de su estilo aparentemente orientado a ofrecer un aspecto clásico.
Las ventanas de ópera tenían la intención de compensar los puntos ciegos significativos creados por los pilares C muy anchos, característicos de los automóviles estadounidenses producidos en aquel momento. Incluso cuando eran estrechas, mejoraban la visibilidad trasera. En una época de dimensiones decrecientes marcada por el uso cada vez más común de las ventanas laterales traseras que no se podían abrir en los modelos de dos puertas, las pequeñas ventanas de ópera ayudaron a los pasajeros de la parte trasera a mitigar una posible sensación de claustrofobia.
Estas ventanas solían ser no funcionales; sin embargo, en el caso de los coches de competición AMC Matador cupé de la NASCAR, las ventanas pequeñas que venían con el paquete de equipamiento Barcelona II, en realidad contribuían a mejorar la aerodinámica cuando estaban abiertas al viento en condiciones de carrera.
En algunos automóviles, una característica adicional fue la llamada luz de ópera, montada en el exterior del pilar B o del pilar C, y que se iluminaba al encender las luces exteriores. Las ventanas de ópera habían pasado de moda a mediados de la década de 1980, a medida que los cambiantes estilos automotrices se alejaban de la concepción vertical de los automóviles. Los coches más pequeños y más aerodinámicos hicieron que las ventanas de ópera parecieran un elemento algo llamativo o propias de los coches de tres volúmenes. Ejemplos contemporáneos de ventanas de ópera se encuentran a veces en automóviles modificados o personalizados.

## Automóviles con ventanas de ópera

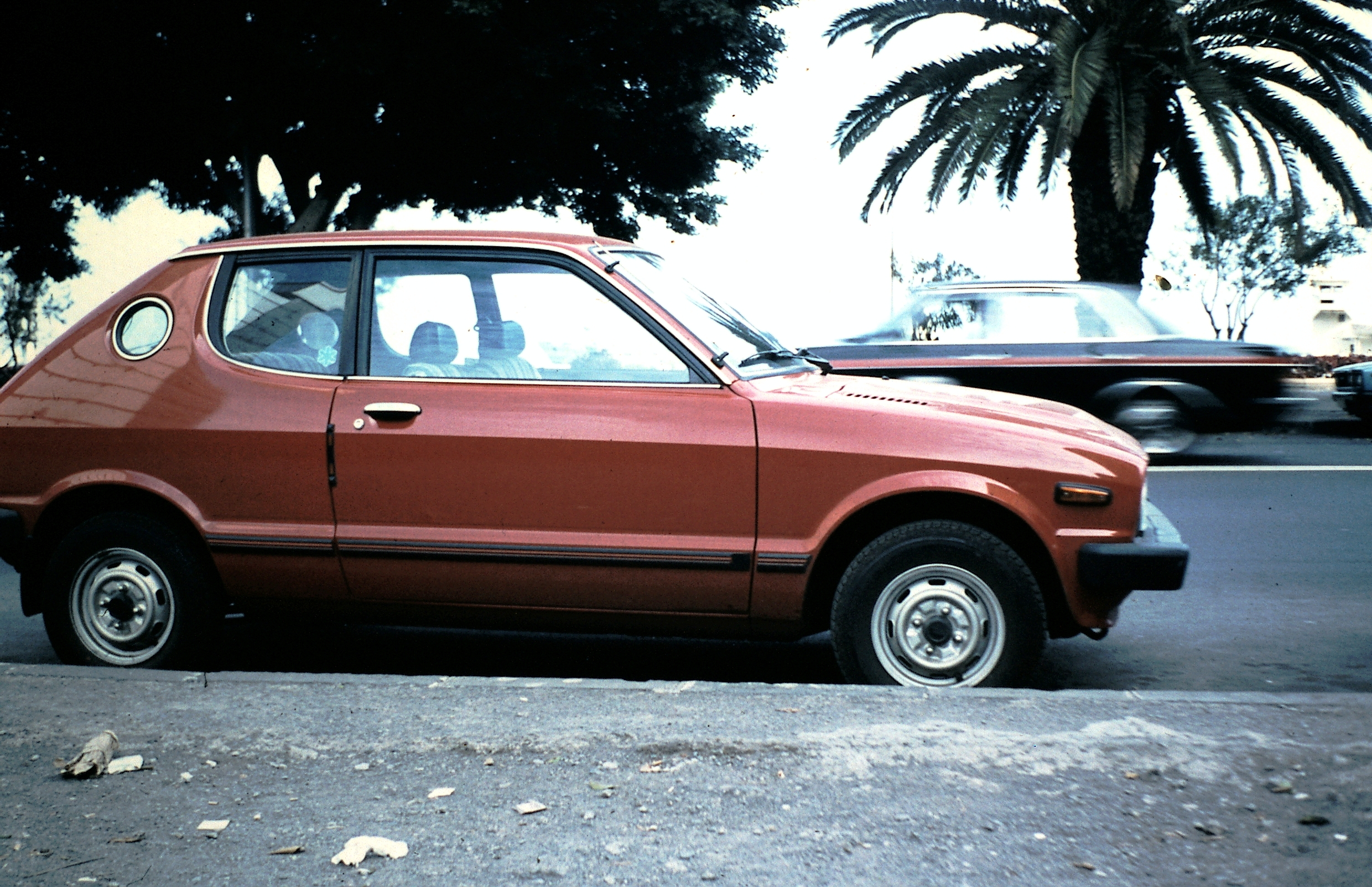
El Daihatsu Charade de 1978–1983 es probablemente el auto de producción más pequeño con ventanas de ópera

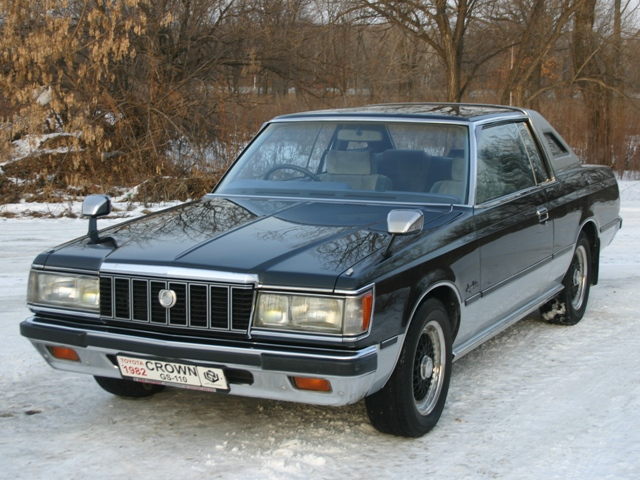
Toyota Crown cupé

Esta es una lista parcial de modelos que tenían ventanas de ópera como característica estándar u opcional:
- AMC Concord (1978–1982 cupé, 1980–1983 sedán 4 puertas)
- AMC Eagle cupé, 4 puertas (1980–1988)
- AMC Matador cupé (1976–1978)
- Buick Electra (1974–1987)
- Buick LeSabre (1974–1977)
- Buick Riviera (1974–1978)
- Cadillac (Cupé DeVille 1974–1979, 1985-1993; Eldorado 1971–1978; Fleetwood Brougham; cupé 1980–1985; Fleetwood cupé 1985–1986, 1989–1992; Sixty Special cupé 1993; Fleetwood 75 serie 1971–1976, 1985–1987; Fleetwood Limousine 1977–1984)
- Chevrolet Caprice (1974–1976)
- Chevrolet Impala (1974–1976)
- Chevrolet Monza Towne Cupé (1975–1980)
- Chrysler Cordoba (1975–1983)
- Chrysler LeBaron cupé (1977–1986)
- Chrysler Newport (1976–1978)
- Chrysler New Yorker (1974–1978)
- Chrysler TC por Maserati (1989–1991)
- Continental Mark IV, V & VI (1972–1983)
- Daihatsu Charade Runabout (G10/20, 1978–1983)
- Dodge 400 (1981–1983)
- Dodge 600 cupé (1984–1986)
- Dodge Aries 2 puertas (1981–1989)
- Dodge Aspen cupé (1976–1980)
- Dodge Charger (1973–1978)
- Dodge Diplomat cupé (1977–1981)
- Dodge Magnum (1978–1979)
- Dodge Mirada (1980–1983)
- Dodge Monaco cupé (1977–1978)
- Dodge Royal Monaco cupé (1974–1977)
- Ford Elite (1974–1976)
- Ford Granada 2 puertas (1975–1980)
- Ford Mustang II Ghia (1974–1978)
- Ford LTD, Crown Victoria 2 puertas (1975–1987)
- Ford LTD II (1977–1979)
- Ford Thunderbird (1956–1957, 1973–1982, 2002–2005)
- Ford Torino 2 puertas (1974–1976)
- GM A-body y G-body cupés (Buick Regal, Buick Century, Chevrolet Malibu, Chevrolet Laguna, Chevrolet Monte Carlo, Oldsmobile Cutlass Supreme y Pontiac Grand Prix, Pontiac LeMans, 1973–1987)
- GM X-body cupés (Chevrolet Nova y Concours, Pontiac Ventura, Pontiac Phoenix, Oldsmobile Omega, Buick Skylark, 1975–1979)
- Imperial (1974–1975)
- Lincoln Continental (1975–1980)
- Lincoln Town Car (1981–1997)
- Mazda RX-5 (1975–1980)
- Mercury Cougar (1974–1982)
- Mercury Marquis, Grand Marquis 2-door (1979–1987)
- Mercury Monarch 2 puertas (1975–1980)
- Mercury Montego 2 puertas (1974–1976)
- Nissan Silvia serie S110 2 puertas cupé (1979–1983)
- Oldsmobile 88 (1974–1984)
- Oldsmobile 98 (1974–1987)
- Oldsmobile Toronado (1974–1978)
- Pontiac Bonneville (1975–1979)
- Pontiac Catalina (1974–1976)
- Pontiac Grand Ville (1974–1975)
- Pontiac Sunbird notchback cupé (1976–1980)
- Plymouth Gran Fury (1974–1977)
- Plymouth Fury (1976–1978)
- Plymouth Reliant 2 puertas (1981–1989)
- Plymouth Volare cupé (1976–1980)
- Toyota Carina Van TA16V/19V (1975–1977)[8] - Quizás el único vagón con ventanas de ópera.
- Toyota Crown cupé (1979–1983)